# Norman Treigle
Norman Treigle (La Nouvelle-Orléans, 6 mars 1927 - idem, 16 février 1975) est une basse américaine, longtemps pensionnaire du New York City Opera.

## Biographie
Norman Treigle chante enfant comme soprano dans la chorale de son école. Il étudie le chant au collège Loyola dans sa ville natale, puis en cours privé avec Elisabeth Wood. 
Ses débuts ont lieu en 1953, au New York City Opera, où il chante d'abord de petits rôles, son premier grand rôle sera Don Giovanni en 1955. Il participe à la création de The Tender Land de Aaron Copland en 1954, et de Susannah de Carlisle Floyd en 1956. 
Acteur saisissant, doté d'une voix pénétrante et caverneuse, il s'illustre en Méphisto dans Faust et Mefistofele, en Boris Godounov, les quatre vilains dans Les Contes d'Hoffmann, et triomphe dans le rôle-titre de Giulio Cesare en 1966, aux côtés de Beverly Sills. Il paraît aussi au San Francisco Opera et se produit régulièrement à La Nouvelle-Orléans.
Bien que sa carrière soit essentiellement américaine, il est invité au Teatro Colon de Buenos Aires (1968) et au Royal Opera House de Londres(1974).
Treigle fut trouvé mort chez lui, apparemment d'une surdose accidentelle de barbituriques. 

## Discographie sélective
- 1967 - Giulio Cesare - Treigle, Sills, Forrester, Wolff, Malas - Julius Rudel (RCA)
- 1972 - Les contes d'Hoffmann - Sills, Burrows, Treigle, Marsee - Julius Rudel (Westminster)
- 1973 - Mefistofele - Domingo, Caballé, Treigle - Julius Rudel (EMI)